# Fårmogölen
Fårmogölen är en sjö i Hultsfreds kommun i Småland och ingår i Emåns huvudavrinningsområde. Sjön är 10 meter djup, har en yta på 0,022 kvadratkilometer och är belägen 167 meter över havet.